# Kamena (czasopismo)
Kamena – ogólnopolskie czasopismo literackie, które zaczęło ukazywać się we wrześniu 1933 r. Założycielem jego był Kazimierz Andrzej Jaworski (społecznik, literat i tłumacz) i Zenon Waśniewski (nauczyciel rysunku, malarz, miał swoje wystawy m.in. w Zachęcie). Waśniewski został wydawcą, skarbnikiem i grafikiem w Kamenie.

## Historia

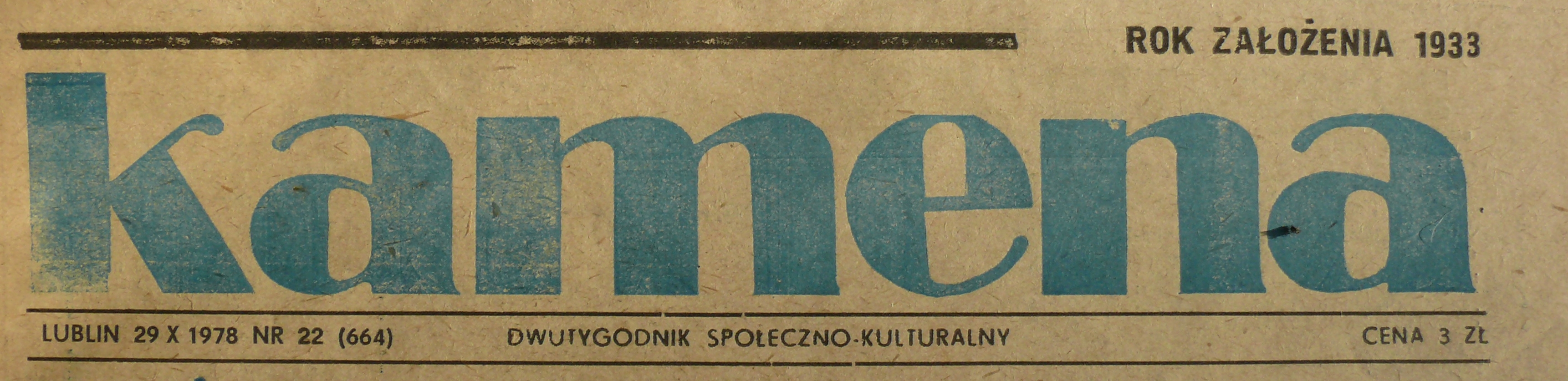
„Kamena”, winieta (1978)

Na początku tematyka pisma miała dotyczyć współczesnej poezji i było ono bliskie Drugiej Awangardzie. Do wybuchu II wojny światowej zostało wydanych 50 numerów. Pismo utrzymywało się wówczas ze składek kolegium redakcyjnego. 
Przed 1939 ukazywały się też numery monograficzne, poświęcone literaturom słowiańskim, z przekładami i tekstami problemowymi. W 1934 powstała seria wydawnicza Biblioteka „Kameny”, w ramach której wydano m.in. wiersze Sergiusza Jesienina i Aleksandra Błoka.
W 1993 r. działalność pisma została zawieszona.
Współpracownikami pisma byli m.in.: Józef Czechowicz, Józef Łobodowski, Julian Przyboś, Jan Brzękowski, Jalu Kurek, Stanisław Czernik, Mieczysław Jastrun, Jan Bolesław Ożóg, Marian Piechal, Stanisław Piętak, Adam Ważyk, Karol Wiktor Zawodziński, Bruno Schulz, Czesław Miłosz, Edward Stachura, Władysław Broniewski, Tadeusz Bocheński, Stefan Wolski i Julian Tuwim. 

## Lata wydawania
- 1933-1939 w Chełmie jako miesięcznik;
- 1945-1949 w Chełmie i Lublinie jako miesięcznik o charakterze awangardowo-lewicowym, przedstawiający problematykę literatury słowiańskiej;
- 1952-1956 w Lublinie jako kwartalnik;
- 1956-1957 w Lublinie jako miesięcznik;
- 1957-1988 w Lublinie jako dwutygodnik o charakterze społeczno-kulturalnym;
- 1989-1993 w Chełmie jako kwartalnik[1].

## Redaktorzy naczelniKameny
- do 1957 r. - Kazimierz Andrzej Jaworski i Maria Bechczyc-Rudnicka;
- 1952-1960 - Kazimierz Andrzej Jaworski;
- 1960-1965 - Maria Bechczyc-Rudnicka;
- 1965-1988 - Marek Adam Jaworski (syn K. A. Jaworskiego).
- 1989-1993 - Ireneusz Jan Kamiński